# روزنفلد (دامه)
روزنفلد (به آلمانی: Rosenfelde) یک ساحل شنی به طول ۲ کیلومتر است در خلیج لوبک که در شمال شهر دامه، آلمان قرار دارد. کمپ‌های برهنگی اشپیلپلاتز، روزنفلد، دریای بالتیک در روزنفلد قرار دارند.